# Otro mundo mejor (single)
«Otro mundo mejor» es un sencillo del grupo musical Aviador Dro editado en el año 2009 por el sello "PIAS Spain". 
Se trata del primer sencillo del álbum Yo, Cyborg, producido por Servando Carballar y Mario Gil y grabado en el Hangar Incandescente entre febrero y marzo de 2009.

## Lista de canciones
| Título                     | Autor              | Duración |
| -------------------------- | ------------------ | -------- |
| «Otro mundo mejor»         | Servando Carballar | 4:49     |
| «Nuclear sí, por supuesto» | Servando Carballar | 3:53     |